# Musée Magritte
Musée Magritte (nizozemsky Magritte Museum, někdy i stylizovaně oběma jazyky Musée Magritte Museum) je muzeum věnované tvorbě belgického surrealistického výtvarníka Reného Magritta. Nachází se na Place Royale v Bruselu a je součástí souboru muzeí Musées royaux des Beaux-Arts de Belgique. Veřejnosti bylo zpřístupněno 30. května 2009. Nachází se v pětipodlažní neoklasicistní budově, ve které původně sídlil hotel Altenloh, na ploše více než 2300 m². V muzeu se nachází přibližně 200 exponátů – hlavně maleb, kreseb a soch, ale zahrnuje také jeho experimenty s fotografií a krátké surrealistické filmy vytvořené po roce 1956. Jde o největší sbírku Magrittových děl, řada z nich pochází přímo od jeho manželky Georgette, jiné pak od sběratelky Irène Hamoir.